# Bāneşar Kolā
Bāneşar Kolā (persiska: بانصر كلا) är en ort i Iran.   Den ligger i provinsen Mazandaran, i den norra delen av landet, 140 km nordost om huvudstaden Teheran. Antalet invånare är 924.
Terrängen runt Bāneşar Kolā är platt. Runt Bāneşar Kolā är det tätbefolkat, med 286 invånare per kvadratkilometer. Närmaste större samhälle är Babol, 14,3 km öster om Bāneşar Kolā. Trakten runt Bāneşar Kolā består till största delen av jordbruksmark.